# گولنارا سامیتووا-گالیکینا
گولنارا سامیتووا-گالیکینا (روسی: Гульнара Искандеровна Самитова-Галкина؛ زادهٔ ۹ ژوئیهٔ ۱۹۷۸) ورزشکار دو و میدانی اهل روسیه است.
وی همچنین برندهٔ جوایزی همچون نشان دوستی شده‌است.